# Arna-Bjørnar Fotball 2019
Questa voce raccoglie le informazioni riguardanti l'Arna-Bjørnar Fotball nelle competizioni ufficiali della stagione 2019.

## Stagione
L'Arna-Bjørnar ha chiuso la Toppserien al 9º posto, mentre l'avventura in Coppa di Norvegia si è chiusa in semifinale, con l'eliminazione subita per mano del Vålerenga.

## Rosa
| N. |                     | Ruolo | Calciatrice              |
| -- | ------------------- | ----- | ------------------------ |
| 2  | Nigeria (bandiera)  | D     | Ngozi Ebere              |
| 3  | Norvegia (bandiera) | D     | Helene Gloppen           |
| 5  | Norvegia (bandiera) | D     | Kristin Jondahl Risnes   |
| 6  | Norvegia (bandiera) | C     | Rikke Bogetveit Nygard   |
| 7  | Norvegia (bandiera) | D     | Elise Stenevik           |
| 8  | Norvegia (bandiera) | C     | Andrine Mo               |
| 9  | Brasile (bandiera)  | A     | Lais Araujo              |
| 10 | Norvegia (bandiera) | A     | Andrea Wilmann           |
| 11 | Norvegia (bandiera) | D     | Åsne Takle Eide          |
| 11 | Norvegia (bandiera) | A     | Emilie Nautnes           |
| 12 | Norvegia (bandiera) | P     | Sandra Stavenes          |
| 14 | Norvegia (bandiera) | A     | Martine Humlestøl Midtbø |

| N. |                        | Ruolo | Calciatrice              |
| -- | ---------------------- | ----- | ------------------------ |
| 16 | Norvegia (bandiera)    | D     | Helena Træland Navarsete |
| 18 | Norvegia (bandiera)    | C     | Ingrid Jåstad            |
| 18 | Stati Uniti (bandiera) | A     | Georgia Cloepfil         |
| 19 | Norvegia (bandiera)    | A     | Katarina Sunde           |
| 20 | Camerun (bandiera)     | D     | Augustine Ejangue        |
| 22 | Norvegia (bandiera)    | D     | Tora Ose                 |
| 23 | Serbia (bandiera)      | C     | Milica Mijatović         |
| 24 | Norvegia (bandiera)    | A     | Madelen Koldal Holme     |
| 28 | Norvegia (bandiera)    | P     | Andrea Kvamme            |
| 29 | Norvegia (bandiera)    | A     | Mimi Omosefe Asom        |
| 30 | Norvegia (bandiera)    | A     | Linnéa Solvoll Laupstad  |

## Risultati

### Toppserien

#### Girone di andata
| Trondheim 24 marzo 2019, ore 14:30 1ª giornata | Trondheims-Ørn   | 0 – 0 referto | Arna-Bjørnar | Koteng Arena (205 spett.)\| Arbitro: \| Fatemeh Zangeneh \| |
| Arbitro:                                       | Fatemeh Zangeneh |               |              |                                                             |

| Arbitro: | Buhaug Folstad |

|               |           |               |
| Mijatović 47’ | Marcatori | 67’ Lillegård |

| Arbitro: | Langnes Aarland |

|                           |           |             |
| Reiten 23’, 66’ Haavi 72’ | Marcatori | 29’ Nautnes |

| Arbitro: | Jensen |

|          |           |  |
| Ebere 4’ | Marcatori |  |

| Arbitro: | Fatemeh Zangeneh |

|                    |           |  |
| Bizet Ildhusøy 59’ | Marcatori |  |

| Arbitro: | Rodahl Torkelsen (Asker) |

|             |           |                                  |
| Wilmann 27’ | Marcatori | 53’ Cordner 70’ Dybwad Brochmann |

| Arbitro: | Langnes Aarland |

|            |           |                                      |
| Kjørum 31’ | Marcatori | 20’ Nautnes 34’ Gloppen 47’ Cloepfil |

| Arbitro: | Jensen (Furuflaten) |

|               |           |                                      |
| Mijatović 65’ | Marcatori | 23’ Herlovsen 73’ Pedersen 87’ Sævik |

| Arbitro: | Frantzen Øiseth |

|  |           |             |
|  | Marcatori | 35’ Nautnes |

| Arbitro: | Holm Nervik |

|                           |           |                             |
| Mijatović 6’ Stenevik 23’ | Marcatori | 9’ Fjelldal 49’ Bjørlykhaug |

| Arbitro: | Frantzen Øiseth |

|                         |           |            |
| Tvedten 1’ Jøsendal 78’ | Marcatori | 12’ Araujo |

#### Girone di ritorno
| Arbitro: | Langnes Aarland |

|                                           |           |            |
| Mijatović 10’ Omosefe Asom 23’ Jåstad 29’ | Marcatori | 24’ Kjørum |

| Arbitro: | Rodahl Torkelsen (Asker) |

|                                  |           |  |
| Dybwad Brochmann 31’ Cordner 39’ | Marcatori |  |

## Statistiche

### Statistiche di squadra
| Competizione      | Punti | In casa | In casa | In casa | In casa | In casa | In casa | In trasferta | In trasferta | In trasferta | In trasferta | In trasferta | In trasferta | Totale | Totale | Totale | Totale | Totale | Totale | DR  |
| Competizione      | Punti | G       | V       | N       | P       | Gf      | Gs      | G            | V            | N            | P            | Gf           | Gs           | G      | V      | N      | P      | Gf     | Gs     | DR  |
| ----------------- | ----- | ------- | ------- | ------- | ------- | ------- | ------- | ------------ | ------------ | ------------ | ------------ | ------------ | ------------ | ------ | ------ | ------ | ------ | ------ | ------ | --- |
| Toppserien        | 23    | 11      | .       | .       | .       | .       | .       | 11           | .            | .            | .            | .            | .            | 22     | 6      | 5      | 11     | 26     | 41     | -15 |
| Coppa di Norvegia | -     | .       | .       | .       | .       | .       | .       | .            | .            | .            | .            | .            | .            | .      | .      | .      | .      | .      | .      | .   |
| Totale            | -     | .       | .       | .       | .       | .       | .       | .            | .            | .            | .            | .            | .            | .      | .      | .      | .      | .      | .      | .   |

### Andamento in campionato
| Giornata  | 1 | 2 | 3 | 4 | 5 | 6 | 7 | 8 | 9 | 10 | 11 | 12 | 13 | 14 | 15 | 16 | 17 | 18 | 19 | 20 | 21 | 22 |
| --------- | - | - | - | - | - | - | - | - | - | -- | -- | -- | -- | -- | -- | -- | -- | -- | -- | -- | -- | -- |
| Luogo     |   |   |   |   |   |   |   |   |   |    |    |    |    |    |    |    |    |    |    |    |    |    |
| Risultato |   |   |   |   |   |   |   |   |   |    |    |    |    |    |    |    |    |    |    |    |    |    |
| Posizione |   |   |   |   |   |   |   |   |   |    |    |    |    |    |    |    |    |    |    |    |    | 9  |

Legenda:

Luogo: C = Casa; T = Trasferta. Risultato: V = Vittoria; N = Pareggio; P = Sconfitta.

### Statistiche delle giocatrici
| Giocatore | Toppserien | Toppserien | Toppserien  | Toppserien | Coppa di Norvegia | Coppa di Norvegia | Coppa di Norvegia | Coppa di Norvegia | Totale   | Totale | Totale      | Totale     |
| Giocatore | Presenze   | Reti       | Ammonizioni | Espulsioni | Presenze          | Reti              | Ammonizioni       | Espulsioni        | Presenze | Reti   | Ammonizioni | Espulsioni |
| --------- | ---------- | ---------- | ----------- | ---------- | ----------------- | ----------------- | ----------------- | ----------------- | -------- | ------ | ----------- | ---------- |